# Вазьянка
Вазья́нка — село в Спасском районе Нижегородской области. Входит в состав Вазьянского сельсовета.

## Население
| 2002 | 2010 |
| ---- | ---- |
| 532  | ↘398 |

## Улицы
| - ул. Мира, - ул. Молодёжная, - ул. Пролетарская, | - ул. Советская, - ул. Труда, - ул. Школьная. |

## Владимирская церковь
В селе расположена каменная церковь в честь Владимирской иконы Божией Матери. 26 августа 2012 года митрополит Нижегородский и Арзамасский Георгий совершил чин Великого освящения восстановленного храма.
В селе существует традиция в последнее воскресение августа проводить крестный ход с чудотворной иконой Избавительница от села Вазьянка до места, где до революции располагалась Крестомаровская обитель.

## Первый дом Пролетарской улицы
Раньше, на Пролетарской улице, был дом №1. Он стал нежилой.
Теперь же его снесли, и на Пролетарской улице первый дом стал №2.
Сейчас и следа от того дома не осталось. Всё заросло.